# 西乌克兰共产党
西乌克兰共产党（乌克兰语：Комуністична партія Західної України）是1920年代—1930年代存在于今天的乌克兰西部（当时属波兰第二共和国）的一个共产主义政党。在1923年以前，它的名字是东加利西亚共产党。它的下属青年组织是西乌克兰青年共产主义联盟。